# Мары (грызуны)
Мары (лат. Dolichotis) — род грызунов из семейства свинковых. Включает 2 вида, населяющих Южную Америку: патагонская мара (Dolichotis patagonum) и чакоанская мара (Dolichotis salinicola). Представители подсемейства — 4-е по размерам тела современные грызуны (после капибар, бобров и дикобразов). Поддаются одомашниванию.

## Описание
Длина тела патагонской мары: 69—75 см, чакоанской мары — лишь 45 см. Крупные особи патагонской мары весят 9—16 кг. Максимальная длина хвоста 4,5 см. Окраска шерсти в верхней и нижней части тела отличается. Верхняя часть тела сероватая, нижняя беловатая. Мех густой, чакоанская мара имеет горизонтальные полосы желтого или белого волосы на боках. Животные приспособлены для беганья и форма их тела с длинными ногами напоминает кроличью. Задние ноги длинные, задние ступни имеют три пальца и каждый палец имеет коготь. Самки чакоанской мары имеют две пары молочных желез, самки патагонской мары — четыре пары.

## Ареал
Мары обитают в Южной Америке. Патагонская мара населяет обширные пространства аргентинских пампасов, чакоанская мара — засушливые и солёные области Гран-Чако.

## Образ жизни
Активны днем. Рацион состоит из растительной пищи.
Изучение колоний патагонской мары показало, что животные рассредоточиваются на ночь и собираются днём для совместного кормления.
В дикой природе бывает один приплод за год, изредка два. Беременность у чакоанской мары длится примерно 77 дней, после чего рождаются детёныши массой 200 граммов. Масса новорождённых патагонской мары составляет 481—733 грамма. Малыши рождаются хорошо развитыми с открытыми глазами. В неволе патагонские мары живут до 14 лет, но большинство не доживает до десяти лет.

## Отношения с человеком и содержание в неволе
Патагонские мары в 2021 году дали потомство в Ленинградском зоопарке Санкт-Петербурга.

## Классификация
В исследовании, опбуликованном в 2020 году, чакоанская мара была признана достаточно морфологически и генетически обособленной, чтобы её можно было выделить в самостоятельный род Pediolagus. Другая группа авторов оспорила данное решение, ссылаясь на то, что сохранение одного рода мар является наиболее экономным с точки зрения классификации ископаемых таксонов. База данных Американского общества маммологов (ASM Mammal Diversity Database) выбрала последний вариант классификации в качестве основного.